# Bissy-sur-Fley
Bissy-sur-Fley település Franciaországban, Saône-et-Loire megyében. Lakosainak száma 82 fő (2022. január 1.). Bissy-sur-Fley Fley, Culles-les-Roches, Germagny és Saint-Martin-du-Tartre községekkel határos.

## Népesség
A település népességének változása:
| Lakosok száma | 96   | 93   | 100  | 89   | 87   | 84   | 83   | 82   | 82   |
|               | 2013 | 2015 | 2016 | 2017 | 2018 | 2019 | 2020 | 2021 | 2022 |